# Transall C-160

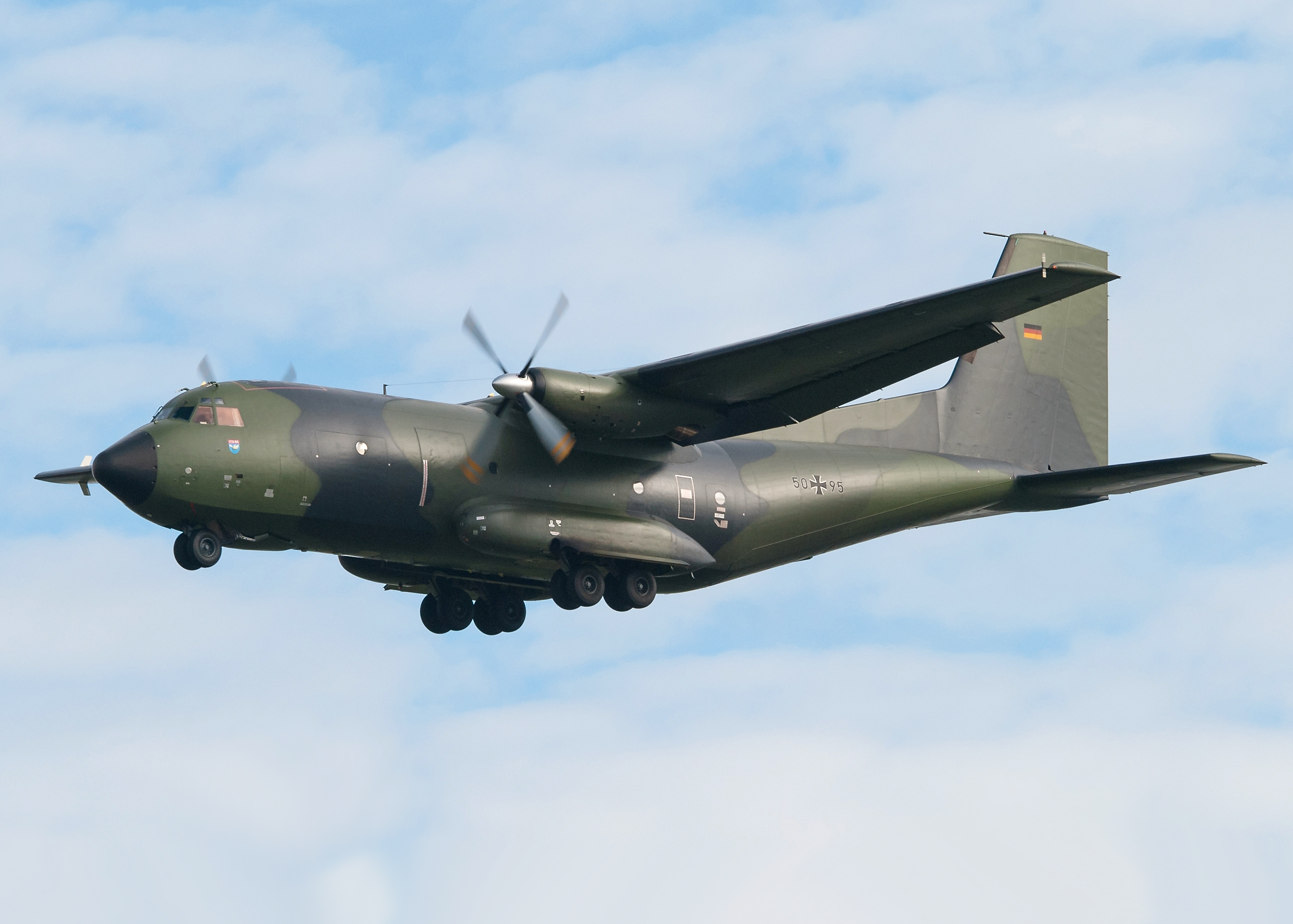
Transall C-160 da Luftwaffe.

Transall C-160, também conhecido simplesmente por C-160, é um avião de transporte militar de origem franco-alemã, desenvolvido para as forças aéreas dos dois países e também para a África do Sul.
O C-160 foi originalmente concebido para substituir os antigos aviões de transporte Nord Noratlas da Força Aérea Francesa. É um turbo-hélice convencional com asas altas e uma pista de carga na parte traseira da fuselagem. Suas dimensões ficam entre o transportador italiano Aeritalia G.222 e o americano C-130 Hercules.
Três protótipos voaram em 1963, seguido por aeronaves de pré-produção em 1965 e aeronaves de produção de 1967. O primeiro lote incluiu 110 C-160D para a Luftwaffe, 50 C-160F para a Força Aérea Francesa e 9 C-160Z para a Força Aérea da África do Sul. Quatro C-160F foram convertidos para C-160p, aeronaves de transporte de correio aéreo, que eram operadas pela Air France. A produção continuou até 1972 com aeronaves construídas pela Aérospatiale francesa e a alemã Messerschmitt-Bölkow-Blohm.
Em 1977, a força aérea francesa solicitou uma versão actualizada designada C-160NG (NG = "Nouvelle Génération"; "Nova Geração"). A partir de 1981, 29 destas aeronaves foram entregues, metade deles configuradas como aviões-tanque para reabastecimento aéreo. Outras 4 unidades foram configurados como C-160H TACAMO, para comunicação com submarinos submersos. Por fim, mais 2 foram convertidos para SIGINT, aeronaves de vigilância electrónica, designados como C-160g Gabriel, que substituiu o Noratlas que serviu anteriormente neste papel. Embora ainda novos, os C-160G participaram da Primeira Guerra do Golfo em 1991.
Entre 1994 e 1999, todos os C-160 franceses sofreram uma modernização da aviónica e a adição de novas contramedidas antimíssil. Os C-160F actualizados foram redesenhados como C-160R Renove ("Renovados"). As aeronaves da Luftwaffe sofreram os mesmos processos de actualização pela BAE Systems, mas todas as aeronaves atingirão o fim de sua vida útil a partir de 2008. Todas as aeronaves sul africanas já foram reformadas, enquanto os turcos continuam a operar 20 máquinas compradas da Alemanha (C-160T).
O Transall C-160 será substituído na França e na Alemanha pelo consórcio EADS (Airbus A400M), ainda em desenvolvimento, atrasado na sua produção e com sérios problemas de custos extra orçamentais. Para substituir os Transall, a Luftwaffe, a força aérea francesa, a força aérea sul-africana solicitaram respectivamente 60, 50 e 8 Airbus A400M.
Dados técnicos:
- Velocidade Máxima   510 km/h
- Autonomia   1.800 km
- Peso (vazio/máximo) 29.000/51.000 kg
- Comprimento 32,40 m
- Envergadura   40,00 m
- Altura 11,60 m
- Motor: 2 x Rolls-Royce Tyne Mk 22
- Países operadores: África do Sul, Alemanha, França, Turquia